# Robertus Rubiyatmoko
Robertus Rubiyatmoko (Sleman, Indonésia, 10 de outubro de 1963) é o arcebispo católico romano de Semarang.
Robertus Rubiyatmoko recebeu o sacramento da ordenação em 12 de agosto de 1992.
Em 18 de março de 2017, o Papa Francisco o nomeou arcebispo de Semarang. A consagração ocorreu em 19 de maio por Ignatius Suharyo Hardjoatmodjo.